# Meridian Lossless Packing

Meridian Lossless Packing, MLP Lossless (сокр. MLP) — алгоритм сжатия без потерь.

## Об алгоритме
Этот алгоритм разработан английской компанией MERIDIAN, лицензия принадлежит Dolby Laboratories, является основным стандартом для формата DVD-Audio Advanced Resolution, позволяет воспроизводить в режиме моно 1,0, стерео 2,0 (c частотой дискретизации 192 кГц и уровнем  квантования 24 бита) или многоканальный 8,0 (5,1/6,0) Surround Sound (24 бита/96 кГц) высококачественный аудиоматериал. Исходным материалом до компрессии является PCM, из-за ограничений пропускной способности и для уменьшения объёма необходимо применить алгоритм, который позволил бы при распаковывании не терять исходной информации, с чем MLP и справляется.

## MLP в медиаформатах
|                      | HD DVD       | Blu-ray     | DVD-Audio    | DVD-Video   |
| -------------------- | ------------ | ----------- | ------------ | ----------- |
| Статус               | Обязательный | Опционально | Обязательный | Отсутствует |
| Количество каналов   | от 2 до 8    | от 2 до 8   | от 1 до 6    | Отсутствует |
| Максимальный битрейт | 18 Мбит/с    | 18 Мбит/с   | 9,6 Мбит/с   | Отсутствует |

MLP является основой для расширений Dolby TrueHD, который, в свою очередь, является одним из основных стандартов для носителей HDTV-контента (HD DVD / Blu-ray).
DVD-Audio в структуре диска содержит каталог AUDIO_TS, в котором содержится мультимедиаконтейнер DVD Audio Object Files (расширение .aob), где и содержится MLP-поток (.mlp).